# Rattus leucopus
Rattus leucopus es una especie de roedor de la familia Muridae.

## Distribución geográfica
Se encuentra en Australia, Indonesia,y  Papúa Nueva Guinea.